# Fagocita
Le cellule fagocitarie (o fagociti) si distinguono in:
macrofagi, che si differenziano a seconda del tessuto in cui si trovano; monociti, che sono i macrofagi che si trovano in circolo ed assumono una conformazione diversa da quella che hanno nei tessuti; granulociti neutrofili (o polimorfonucleati), che aumentano notevolmente di numero nelle infezioni batteriche.
Tutti derivano dalle cellule staminali del midollo osseo, e poi migrano nei tessuti; sono capaci di legarsi all'agente patogeno (antigene), rinchiuderlo nel citoplasma ed ucciderlo con diversi sistemi, che se eccessivamente violenti possono intaccare i tessuti vicini. Per uccidere i patogeni, le cellule fagocitarie utilizzano intermedi reattivi dell'ossigeno e dell'azoto ed enzimi lisosomiali.